# T75手槍
T75手槍是於1986年（民國75年）由中華民國聯勤205兵工廠開發 ，原型仿自貝瑞塔92F手槍。

## 設計

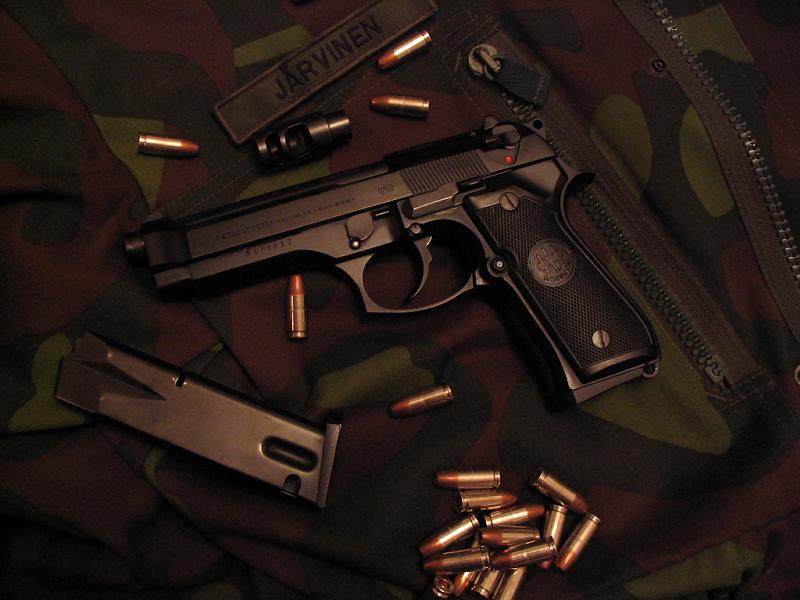
一把貝瑞塔92F，可用於與T75對比

T75手槍為單／雙動扳機，試作型與92F相同，但定型版有所改良，扳機護圈，頂殼桿都重新設計，照門座與套筒採一體化設計，因要維持射擊精準度，加工難度相對地比較高，因此T75手槍的製作工藝相當不錯。 
關於基本結構，T75與92系列均是效仿二戰時期的德製華瑟（Walther）P38手槍，它的短後座系統原理是：槍管下方之閉鎖鉤於上膛時管制套筒，射擊時後座力帶動滑套與槍管同時向後水平移動，此時控制閉鎖鉤的頂桿與其斜面相互作用，導引閉鎖鉤向下移動並釋放滑套繼續後退，完成其退膛動作。整套系統運作時，槍管中心線與瞄準基線相對視角不變，理論上射擊精度比較理想，但射手會感覺到後座能量較為猛烈而集中，是這一種設計的特徵。
另外，T75手槍上的照門座與套筒為一體成型的設計，之所以採用這一種設計，據以往報導是因為在早期的某次競標測試之中，原本分離設計的照門竟於試射時受震動而掉落，導致此槍落選，為避免再有類似意外，遂採用一體成型設計。這樣的話，在加工時尺寸誤差會直接影響射擊精度，因此每一把T75在出廠前均經嚴格的彈著檢測與機件可靠度測試，品管程序十分嚴密。一如其他對於輕兵器的嚴苛要求，T75手槍亦得通過海水、泥漿水浸泡後射擊，以及極高、極低溫環境等戰術測試。
截至1999年為止，9公厘口徑的T75手槍依舊是205廠的主力產品之一。然而，廠方研發部門曾經以警方查獲的非法彈藥，試製.40S&W口徑的手槍；即將T75的槍管、套筒加以放大修改，經測試後也沒有技術上的困難。雖然目前國內軍警單位並無使用.40口徑彈藥的迫切需求，但未來有外國客戶下單訂購時，該廠還是具備有相同的產能。
T75與T75K1皆可搭配聯勤402廠研發的XT82雷射指示器，最新版本的雷射指示器開關可由扳機連動（由205廠研發）。

## 改進及衍生型
T75定型量產後，至今僅國內採購；其衍生型有：

### 滅音型
用於特種部隊或獄政單位，以執行槍決死刑犯的用途為主。
為了避免影響到刑場周邊居民的安寧與心理狀態，聯勤仍在需求量少的情況下，開闢了此槍的生產線。

### 緊緻型
- 1993年公佈
- 全長190毫米，全高25公分
- 備有縮短的槍管、套筒、握把、符合台灣人手型的木質護柄
- 雖然很適合便衣特勤人員攜帶，然而競標法務部手槍失敗；並無量產，但對台灣造手槍緊緻化技術的驗證仍有其正面貢獻

### XT84連發型
專為情治單位而研發的「微型衝鋒槍」，特務人員為求身份保密，遂有以軍用自動手槍改裝連射功能的折衷構想
XT84與貝瑞塔美國分公司為美國海軍發展的M9 Dolphin（海豚）強化型連發手槍極為類似；基本是將套筒右側原有供左手拇指使用的保險/擊錘釋放鈕，改裝成一組控制擊發阻鐵的全/半自動切換鈕

### T75K1
1999年（民國88年）時推出的改良型。

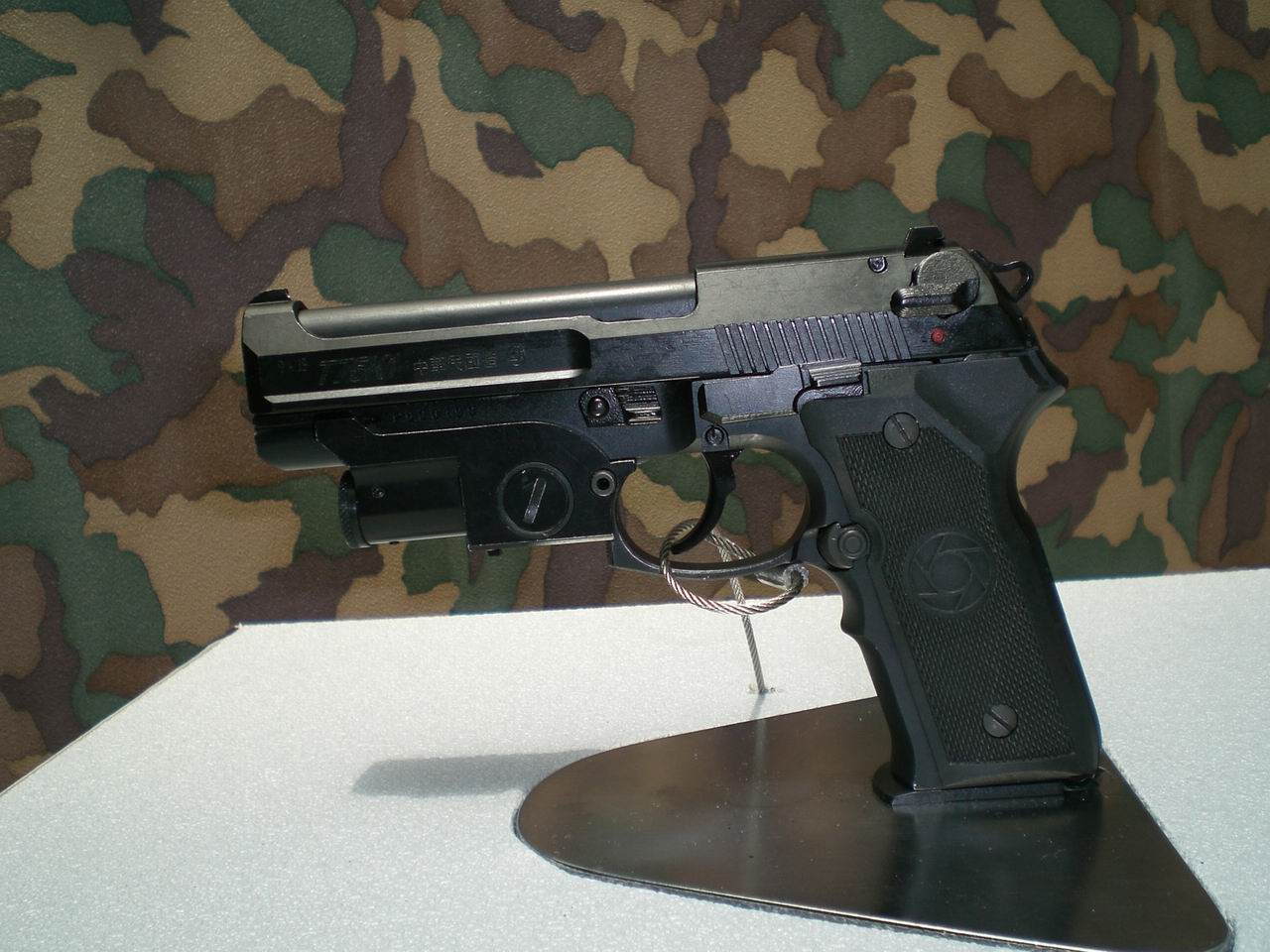
一把裝有雷射指示器的T75K1

整體重量降至0.91公斤，全長194公釐，槍管長106公釐，但彈匣容量不變。
為了要脫開原廠M92F的陰影，T75K1將大部份零組件都重新設計，以便配合國外市場，有以下的特色：
- 槍管材質改採與火砲砲管同級鋼材
- 重新設計加大的扳機護圈，雙手持槍時可托住增加穩定，亦重新設計套筒、卡榫及彈匣底板
- 擊發機構模組化，改為三角中空擊鎚，握把有更具人體工學的手指溝槽，並增加緩衝裝置，緩和後座力

### T75K2
槍身部分使用碳纖維材質，全槍重量較T75K1手槍輕，其餘設計同T75K1手槍。
因本身主結構機箱採用碳纖維化材質，令價格太過昂貴，所以並未量產。

### T75K3
- 國軍205廠自製設計的T75K3，採用「多邊形光膛槍管」與新開發的輕量化複合材料研改項目，包含可讀式彈夾、復進簧及擊錘簧、緩衝套筒總成、保險、滑蓋、扳機、彈匣扣、裝拆銷、機箱、槍管與U型護套等共計11項。
- 槍枝重量較現行部隊使用重達1,110公克的T51K1（.45手槍）以及910克的T75K1大量下降。T75K3僅重800克，槍身長度更修正為200公厘，都較舊式槍枝更為輕攜，使用上更加順手等11項研改。
- 測試結果顯示槍管壽命可提升2倍以上，射擊精度可提高2.5倍，後座力也較前代來的更小。[3][4][5][2]。
- 由於彈匣底板加大會卡到握把下方的槍繩環，因此在彈匣底板後方開洞以讓槍繩環通過，若裝有彈匣時結合槍繩，槍繩也將穿過彈匣底板的洞而使彈匣串在槍繩上無法取出；在初推出時曾遭質疑設計瑕疵，軍方則表示正確做法是先結合槍繩再裝上彈匣，彈匣底板及握把之間則留有縫隙，讓槍繩從後方穿出。

## 使用國
- 中華民國
  -  中華民國國防部：經國防部統計，國軍110至114年，包括憲兵、陸軍、海軍、空軍與後備，合計將耗資7億4,975萬6,000元，第二波持續採購T75K3手槍，將計畫繼續換裝共1萬5,772把手槍[6]，T75K3手槍預計生產共2萬6,176枝[7]，截至2023年5月6日止，已生產並交付1萬3,693枝手槍[7]。
    -  中華民國憲兵與 中華民國海軍陸戰隊：共採購1萬5千餘把T75與8千762把T75K3手槍。
    -  中華民國陸軍：在107－110年度編列3億6,862萬新台幣預算採購10,404把T75K3與子彈165萬粒，標準型10,071把、特戰型333把，T75K3單價約2萬3千餘元，隨槍附贈3個彈匣與15發子彈，預計取代美援的M1911A1手槍與國造T51、T51K1手槍[1][8][9]。111－113年採購2,733把T75K3手槍[7]。
    - 全民防衛動員署：向軍備局205廠採購580把國造T75K3手槍換裝舊式的45手槍[10]。
    -  中華民國海軍：根據日前送交立院的110年國防預算書預算報告書指出，海軍將編列4,516萬3,000元預算，採購1,442把T75K3九公釐手槍，納入110－114年度編列。以汰換老舊、笨重的M1911A1手槍與國造T51、T51K1手槍。海軍在預算中指出，因應現行手槍至今已逾年限，裝備機件老舊、槍膛磨損嚴重、後座力大、重量過重，且裝彈量低，亟需辦理汰換。海軍計畫籌補新型手槍1,442把（含附屬裝備），首（110）年辦理新型手槍先期作業，111年度計畫籌補851把手槍、112年度282把、113年度76把、114年度233把[11]。
    -  中華民國空軍：根據日前送交立院的110年國防預算書預算報告書指出，空軍將編列1億8,257萬8,000元預算，採購5,568把T75K3九公釐手槍，納入110－114年度編列。以汰換機件老舊、笨重的M1911A1手槍與國造T51、T51K1手槍。空軍在預算書中指出，因應現行手槍至今已逾年限，裝備機件老舊、槍膛磨損嚴重、後座力大、重量過重，且裝彈量低，亟需辦理汰換。計畫籌補新型手槍1442把（含附屬裝備），首（110）年辦理新型手槍先期作業，111年度計畫籌436把手槍、112年度580把、113年度1,487把、113年度1,755把手槍[12]。

  - 法務部臺灣高等檢察署、矯正署：用於執行死刑及維護監獄內秩序，因原有之T75K1過於老舊，法務部高等檢察署向國防部軍備局205廠購買14支T75K3手槍、10支滅音器、11支替換用槍管，預計2022年2月完成購置，分發至高等檢察署本署、台南、高雄及花蓮高分檢等單位[13]。
  - 中華民國司法院、法務部：配置各地檢察署及各級法院作為法警維持秩序及戒護收押嫌疑人或受刑人開庭使用，雖法警有槍械訓練但實務上少見需開槍的狀況。
  - 海洋委員會海巡署：
    - 海洋委員會海巡署艦隊分署：因臺灣警備總司令部裁撤，曾接收警總所裝備之T75K1手槍，經長年使用後已不堪使用，後因應新艦隊成軍，以新臺幣9,147萬4,900元預算，於2020年到2027年陸續向國防部軍備局生產製造中心第205廠採購採購1132把T75K3手槍（含腿掛式手槍套）[14][15]。

  - 金融機構駐衛警：以公股銀行之駐衛警為大宗，依據《駐衛警察使用警械管理辦法》規定由設置單位向當地警察局分局申請，並由持槍駐衛警攜帶警槍執照，其規定依照分局辦理。[16]。

| 陸軍   | 海軍  | 空軍  | 後備 | 憲兵  | 合計   |
| ------ | ----- | ----- | ---- | ----- | ------ |
| 13,137 | 1,442 | 5,568 | 580  | 5,449 | 26,176 |

## 圖集

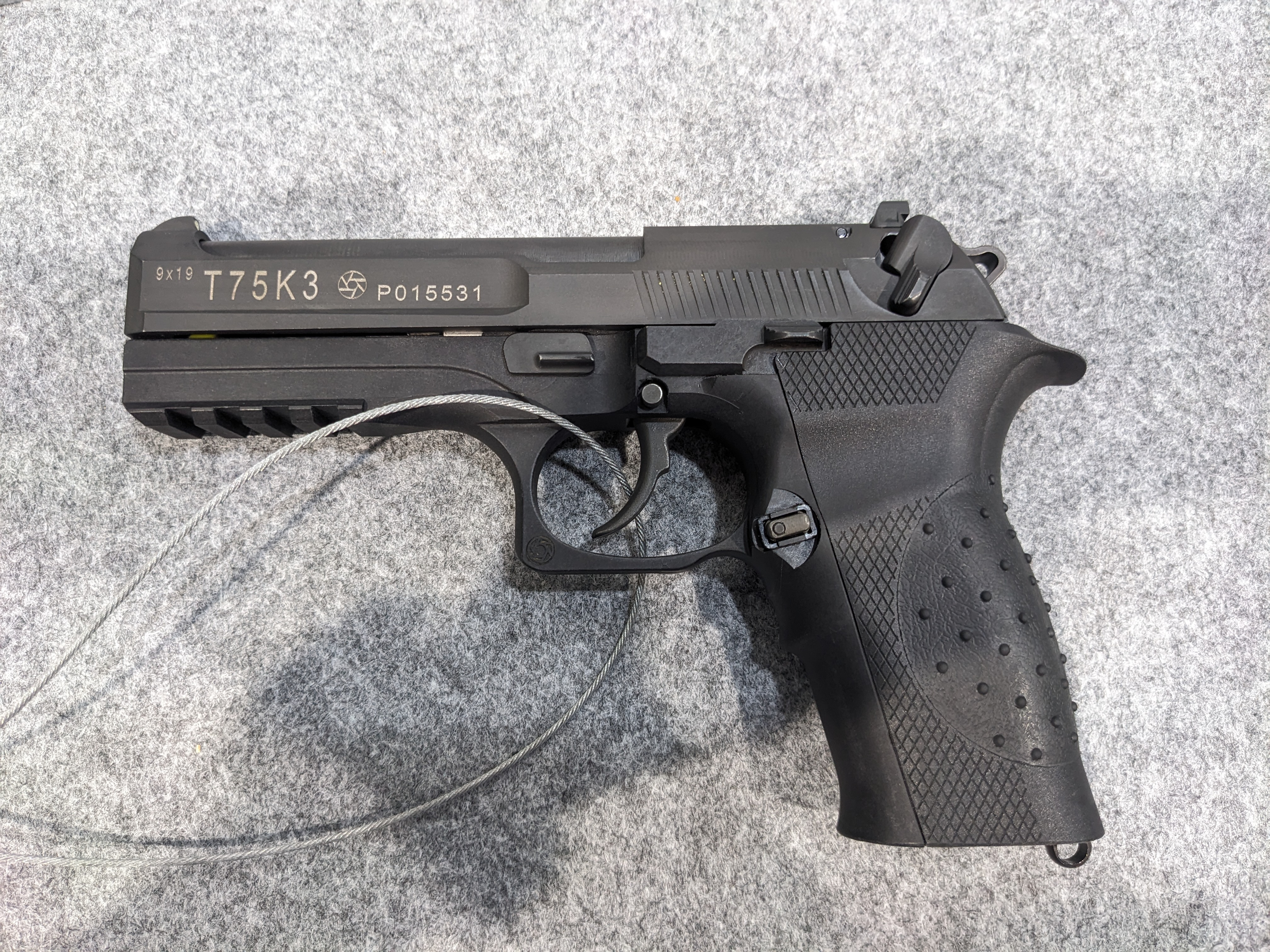
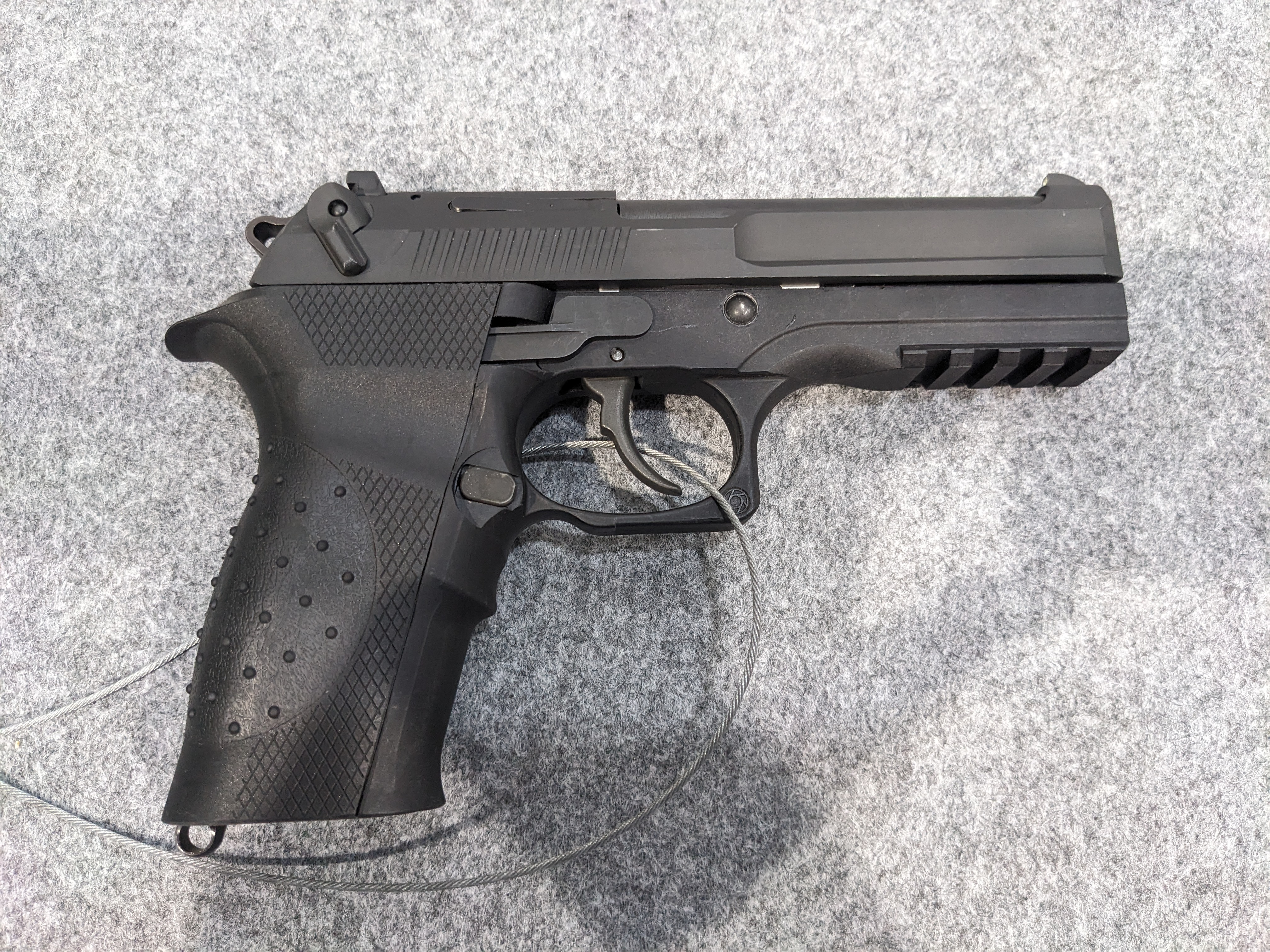

## 参見
- 貝瑞塔92手槍
- 貝瑞塔M9手槍
- PAMAS-G1手槍
- T51手槍
- T97手槍

## 外部連結
- 中華民國T75半自動手槍
- 國軍歷史文物館（中文）[永久]